# Barri de Pigalle

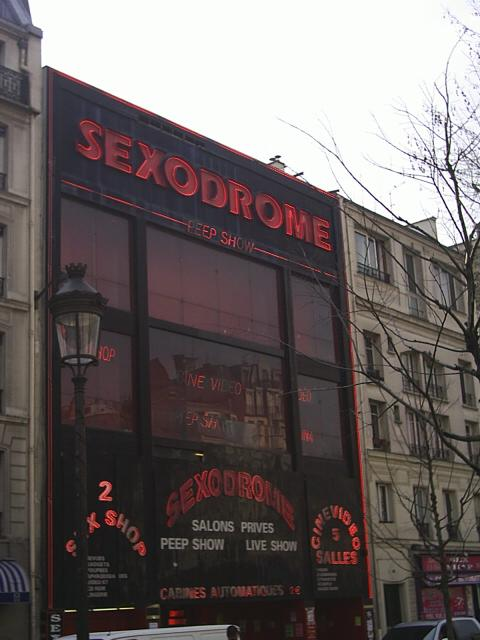
Un edifici al Boulevard de Clichy

Pigalle (pronunciació francesa: [pi.ɡal]) és una àrea en París al voltant de la Plaça Pigalle, a la frontera entre el novè districte de París i el 18è districte. Porta el nom de l'escultor Jean-Baptiste Pigalle (1714–1785).
Pigalle és famosa per ser un districte turístic, amb moltes botigues de sexe, teatres i espectacles per a adults a la Plaça Pigalle i els principals bulevards. La cruenta reputació del barri va fer que els soldats aliats donessin el sobrenom de "Pig Alley" a la Segona Guerra Mundial. El Divan du Monde i el Moulin Rouge, un cabaret de fama mundial, es troben tots dos a Pigalle.
La zona al sud de Plaça Pigalle està dedicada al comerç al detall d’instruments i equips musicals, especialment per a la música popular. Una secció del carrer de Douai consisteix únicament en botigues que venen guitarres, bateries i accessoris musicals.
L'estudi d'Henri de Toulouse-Lautrec Toulouse-Lautrec era aquí. També van viure aquí artistes com Pablo Picasso, Vincent van Gogh i Maurice Neumont, André Breton, i el 1928 Joséphine Baker va obrir el seu primer club nocturn al costat del pis de Breton.
També va ser la seu del teatre Grand Guignol, que va tancar el 1962. Tot i això, l'edifici del teatre encara es manté.
Pigalle és molt conegut pels turistes que volen viure el "París de nit". Allotja alguns dels cabarets més famosos de París (el Moulin Rouge, per exemple, va ser immortalitzat per l'artista Toulouse-Lautrec i també per Hollywood), així com espectacles de topless i nus.
Pigalle és un punt final del Montmartrobus (un autobús públic que dona servei a la zona), o bé podeu arribar a la plaça Pigalle agafant el metro fins a la parada Pigalle.
La cantant de jazz d'origen nord-americà Adelaide Hall va viure a Pigalle el 1937–1938 i va obrir la seva discoteca La Grosse Pomme al 73 de la Rue Pigalle. Altres discoteques de la Rue Pigalle a finals dels anys 30 incloïen la Moon Rousse i la Caravan on tocava Django Reinhardt.

## A la cultura popular
- Georges Ulmer va escriure Pigalle el 1946 i el va interpretar ell mateix.
- Maurice Chevalier va escriure una cançó titulada Place Pigalle.
- Édith Piaf va fer un àlbum titulat La Rue Pigalle.
- Bill Ramsey va cantar una cançó titulada "Pigalle" a la pel·lícula austríaca de 1961 Les aventures del comte Bobby dirigida per Géza von Cziffra.
- La comèdia policial My New Partner (1984) està ambientada a Pigalle.
- El cantant i compositor Grant Hart descriu comprar heroïna a Pigalle en el seu tema de 1989 "The Main".
- El raper francès Stomy Bugsy va llançar una cançó anomenada "J'suis né à Pigalle" al seu àlbum "4ème Round" (2003).
- L'àlbum Bare Bones (2009) de la cantant de jazz nord-americana Madeleine Peyroux conté un tema titulat "Our Lady of Pigalle".
- La banda de pop nord-americana Sparks va esmentar el districte a les lletres de "Sextown USA".
- El dissenyador de sabates de luxe francès Christian Louboutin ha anomenat un dels seus models de sabates "Pigalle".
- El DJ francès DJ Snake va llançar un tema anomenat "Pigalle" al seu àlbum "Encore" (2016).
- A Grand Theft Auto V, un cotxe esportiu francès clàssic s'anomena Pigalle.
- A la pel·lícula Midnight in Paris, quan caminava amb Gil, Adriana esmenta que ella i la seva companya de pis van pagar una noia de Pigalle per "venir a ensenyar-nos tots els seus trucs".
- El compositor italià Achille Lauro va publicar un tema anomenat "Marilù" en el qual esmenta el Pigalle ("Una notte a Pigalle").